# Euxesta pechumani
Euxesta pechumani är en tvåvingeart som beskrevs av Charles Howard Curran 1938.
Euxesta pechumani ingår i släktet Euxesta och familjen fläckflugor. Inga underarter finns listade i Catalogue of Life.